# Clubiona pseudosimilis
Clubiona pseudosimilis este o specie de păianjeni din genul Clubiona, familia Clubionidae, descrisă de Mikhailov, 1990. Conform Catalogue of Life specia Clubiona pseudosimilis nu are subspecii cunoscute.